# 肝付兼幸
肝付 兼幸（きもつき かねゆき）は、安土桃山時代から江戸時代初期にかけての武士。肝付氏20代当主。実質上、肝付本家の最後の当主と言われる人物である。

## 生涯
文禄元年（1592年）、肝付兼護の長男として生まれる。
この頃の肝付氏は転封により旧領の高山を追われていたことに加え、家臣団の内紛や父・兼護が先妻（肝付良兼の次女）との離婚で揉めた事を咎められて領地を100石に削減されていた。更に慶長5年（1600年）の関ヶ原の戦いで父・兼護は戦死してしまう。父の死後、9歳で家督を相続する。
慶長15年（1611年）、島津家久が琉球王の尚寧を連れ上洛した際、兼幸も島津氏家臣として同行する。この帰路の途中に乗船が暴風雨に遭い難破、兼幸は溺死した。享年20。
当時兼幸は妻を娶っておらず嗣子もいなかった。兄弟も無かったため、肝付本家の血統は兼幸の死によって断絶することとなった。

## 家名再興
後、兼幸の母・税所篤弘の長女が、島津家久の娘・菊姫（島津久慶室）に仕えた功績により、肝付家の家名再興を許されることになったが、後継者は肝付氏とは遠縁の新納忠秀の子（新納氏は母の母、すなわち兼幸の母方の祖母の実家）・兼康が迎えられたため、実質的に兼幸で肝付家の本家は血統上の終焉を迎えたともいえる。
その後の肝付家は、100石取りの薩摩藩士として存続した。